# Theissenia rogersii
Theissenia rogersii är en svampart som beskrevs av Y.M. Ju & H.M. Hsieh 2007. Theissenia rogersii ingår i släktet Theissenia och familjen kolkärnsvampar.   Inga underarter finns listade i Catalogue of Life.